# Велике Солдатське
Велике Солдатське або Больше Солдатське (рос. Большое Солдатское) — село, адміністративний центр Великосолдатського району Курської області Росії.
Населення становить 2681 особу. Входить до складу муніципального утворення Великосолдатська сільрада.

## Історія
Населений пункт розташований на території українського етнічного та культурного краю Східна Слобожанщина.
Від 2004 року входить до складу муніципального утворення Великосолдатська сільрада.

## Населення
| 1939 | 1959  | 1979  | 1989  | 2002  | 2010  |
| ---- | ----- | ----- | ----- | ----- | ----- |
| 3135 | ↘2860 | ↘2302 | ↗3194 | ↘2708 | ↘2681 |